# Gevry
Gevry és un municipi francès situat al departament del Jura i a la regió de Borgonya - Franc Comtat. L'any 2007 tenia 632 habitants.

## Demografia

### Població
El 2007 la població de fet de Gevry era de 632 persones. Hi havia 252 famílies de les quals 51 eren unipersonals (35 homes vivint sols i 16 dones vivint soles), 106 parelles sense fills, 75 parelles amb fills i 20 famílies monoparentals amb fills.
La població ha evolucionat segons el següent gràfic:
Habitants censats

### Habitatges
El 2007 hi havia 282 habitatges, 268 eren l'habitatge principal de la família, 4 eren segones residències i 10 estaven desocupats. 257 eren cases i 23 eren apartaments. Dels 268 habitatges principals, 222 estaven ocupats pels seus propietaris, 37 estaven llogats i ocupats pels llogaters i 9 estaven cedits a títol gratuït; 1 tenia una cambra, 11 en tenien dues, 25 en tenien tres, 63 en tenien quatre i 168 en tenien cinc o més. 207 habitatges disposaven pel capbaix d'una plaça de pàrquing. A 109 habitatges hi havia un automòbil i a 146 n'hi havia dos o més.

### Piràmide de població
La piràmide de població per edats i sexe el 2009 era:
| Homes | Edats   | Dones |
| ----- | ------- | ----- |
| 0     | 95 o +  | 0     |
| 4     | 90 a 94 | 4     |
| 0     | 85 a 89 | 8     |
| 4     | 80 a 84 | 4     |
| 8     | 75 a 79 | 0     |
| 4     | 70 a 74 | 12    |
| 8     | 65 a 69 | 8     |
| 32    | 60 a 64 | 16    |
| 12    | 55 a 59 | 24    |
| 36    | 50 a 54 | 32    |
| 20    | 45 a 49 | 32    |
| 28    | 40 a 44 | 20    |
| 12    | 35 a 39 | 16    |
| 28    | 30 a 34 | 16    |
| 24    | 25 a 29 | 20    |
| 16    | 20 a 24 | 20    |
| 28    | 15 a 19 | 32    |
| 28    | 10 a 14 | 20    |
| 12    | 5 a 9   | 16    |
| 8     | 0 a 4   | 4     |

## Economia
El 2007 la població en edat de treballar era de 409 persones, 289 eren actives i 120 eren inactives. De les 289 persones actives 264 estaven ocupades (137 homes i 127 dones) i 25 estaven aturades (12 homes i 13 dones). De les 120 persones inactives 62 estaven jubilades, 26 estaven estudiant i 32 estaven classificades com a «altres inactius».

### Ingressos
El 2009 a Gevry hi havia 274 unitats fiscals que integraven 659,5 persones, la mediana anual d'ingressos fiscals per persona era de 18.202 €.

### Activitats econòmiques
Dels 10 establiments que hi havia el 2007, 1 era d'una empresa de fabricació de material elèctric, 1 d'una empresa de fabricació d'altres productes industrials, 3 d'empreses de construcció, 2 d'empreses de transport, 1 d'una empresa d'hostatgeria i restauració, 1 d'una empresa d'informació i comunicació i 1 d'una empresa classificada com a «altres activitats de serveis».
Dels 3 establiments de servei als particulars que hi havia el 2009, 2 eren guixaires pintors i 1 lampisteria.
L'únic establiment comercial que hi havia el 2009 era una botiga de menys de 120 m².
L'any 2000 a Gevry hi havia 10 explotacions agrícoles que ocupaven un total de 426 hectàrees.

## Equipaments sanitaris i escolars
El 2009 hi havia una escola elemental integrada dins d'un grup escolar amb les comunes properes formant una escola dispersa.

## Poblacions més properes
El següent diagrama mostra les poblacions més properes.